# Straylight
Il termine inglese straylight o stray light (letteralmente "luce sporadica") indica un tipo di rumore strumentale nei sistemi ottici dovuto a luce non voluta. Negli spettroscopi le principali fonti di straylight sono le imperfezioni dei monocromatori e i fenomeni di diffusione che avvengono all'interno dello strumento, ma anche gli stessi rilevatori generano rumore.